# Exaptació

Diagrama de l'exaptació

Exaptació, coopció i preadaptació són termes relacionats que es refereixen a canvis en la funció d'una característica durant l'evolució. Per exemple, un tret pot evolucionar perquè serveix per a una funció particular, però després pot servir per a una altra. Les exaptacions són comunes tant en anatomia com en el comportament. Les plomes dels ocells en són un exemple clàssic: inicialment van evolucionar per a la regulació de la temperatura, però posteriorment es van adaptar per a volar. L'interès en l'exaptació és pels processos i també pels productes de l'evolució: el procés que crea trets complexos i el producte que pot estar imperfectament dissenyat.